# San Pedro (Chili)
Pour les articles homonymes, voir San Pedro.
San Pedro ou San Pedro de Melipilla est une commune du Chili de la Province de Melipilla, elle-même située dans la région métropolitaine de Santiago. En 2016, sa population s'élevait à 9 765 habitants. La superficie de la commune est de 788 km2 (densité de 12 hab./km2).
San Pedro est située à une centaine de kilomètres au sud-est de la capitale Santiago dans la zone centrale du Chili et à une vingtaine de kilomètres de la côte de l'Océan Pacifique. La commune qui se situe dans une plaine a une population à moitié rurale. L'agriculture constitue le principal secteur d'activité.